# Списак видео-игара с лавиринтима
Игра лавиринта је жанр видео игара са дескрипцијама коришћеним од стране новинара током 1980-их да опише било коју игру у којој је цело поље за игру лавиринт. Брзе акције су потребне да би се побегло од чудовишта, или да се престигне противник, или изађе за одређено време.

## Игре с лавиринтима
Жанр је примеренод Намсовог Pac-Man (1980), где је циљ сакупити тачкице док избегавате непријатеље који вас јуре. Pac-Man је створио много наставке и клонове. У Јапану, они се често називају "игре с једењем тачкица".

## Игре хватања мреже
У играма хватања мреже , такође се назиају игре бојења линија, лавиринт се састоји из линија, и циљ је ухватити правоугаоне области превлачењем њихових параметара. Игра није значајно различита од Pac-Man (играчи и даље морају да реше цео лавиринт да би завршили ниво) али довољно игара је користило мотив мреже који је дистинктивног стила. Један уникатни елемент је то што је могуће ухватити мноштво правоугаоника од једном, често за више поена. Amidar је засновао модел поджанра.